# Àcid iso-alfa

Estructura de l'àcid iso-alfa isohumulona

Els àcids iso-alfa (isohumulones o iso-alfa àcids) són una família de compostos originats per la isomerització dels àcids alfa del llúpol, es produeixen durant el procés d'elaboració de cervesa i són el principal constituent de l'amargor d'aquesta beguda. Són el principal responsable de l'amargor de la cervesa (en estils tradicionals de cervesa) i també ajuden a l'estabilitat microbiològica del producte degut a les seves propietats antimicrobianes.

## Reacció d'isomerització
En el procés d'elaboració de cervesa, les flors femenines del llúpol (més o menys processades) s'afegeixen al most de cervesa (solució aqüosa dels sucres dels malts d'ordi) en ebullició. Arran de l'exposició continuada a temperatures altes (100 °C) es produeix la isomerització dels diferents àcids alfa continguts en la flor de llúpol a iso-alfa àcids. Cada àcid alfa genera un parell d'àcids iso-alfa, l'isòmer cis i el trans, en les condicions d'elaboració de cervesa, s'obtenen unes proporcions de 68/32 dels 2 isòmers (cis/trans). Els àcids cis presenten una major estabilitat que els trans en la cervesa final, però en general no es distingeixen en l'anàlisi de concentració d'àcids iso-alfa.

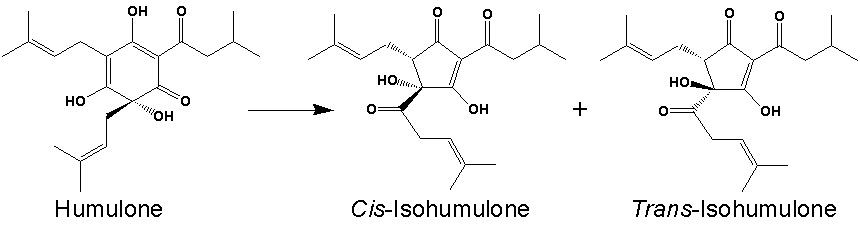
Isomerització d'un àcid alfa (la humulona en aquest cas) a àcid iso-alfa

Els àcids iso-alfa són molt més solubles que els àcids alfa; mentre que en la cervesa final s'otenen concentracions al voltant d'1 ppm d'àcid alfa, les concentracions d'àcid iso-alfa poden oscil·lar habitualment entre les 5 i 80 ppm. En la cervesa final la concentració d'àcids iso-alfa s'expressa amb el valor d'IBU (International Bitter Units, unitats internacionals d'amargor) corresponent a les ppm d'àcid iso-alfa en la cervesa final. Aquest valor es relaciona amb l'amargor percebuda pel consumidor, tot i que aquesta característica depèn també d'altres paràmetres. Tanmateix, l'amargor dels àcids iso-alfa és unes nou vegades superior a la dels àcids alfa.
Es coneix com a "utilització del llúpol" al rendiment de la reacció d'isomerització dels àcids alfa, utilitzacions més altes portaran a una major conversió d'àcid iso-alfa. La formació d'àcids iso-alfa en l'ebullició de la cervesa dependrà de diferents factors, entre ells:
- Temperatura: Temperatures més altes porten a un increment de la conversió a àcid iso-alfa (increment de la utilització del llúpol), en el procés d'ebullició això es pot aconseguir emprant sistemes d'ebullició a pressió (que poden arribar a temperatures superiors a 100 °C) o per contra tenir utilitzacions inferiors quan es produeix l'ebullició a alçades superiors al nivell del mar (on la temperatura d'ebullició de l'aigua serà inferior a 100 °C)
- Temps d'ebullició: Temps llargs d'ebullició porten a utilitzacions més altes; mentre que la utilització en unes condicions estàndard per a una ebullició de 10 min pot estar sobre el 5-10%, per a 90 min d'ebullició podem arribar al 25%.[4]
- Concentració de sucres en el most: Concentracions elevades de sucres fan disminuir la conversió a àcids iso-alfa
- pH: Un pH lleugerament més alt porta a incrementar la utilització, tot i que molts autors discuteixen que l'amargor obtinguda és de pitjor qualitat (el pH en el most en ebullició es troba al voltant de 5,2).
- Forma del llúpol: Depenent del processament que ha sofert el llúpol podem obtenir millors utilitzacions; el llúpol en flor seca tindrà una utilització menor al llúpol granulat en forma de pèl·let, i aquesta pot ser menor en comparació a l'ús d'extractes de llúpol més processats.
- Concentració d'àcids alfa: En els mosts amb una alta concentració d'àcids alfa, la utilització global disminueix.